# Tự Đức
L'empereur Tự Đức (en chữ nho : 嗣德帝), né Nguyễn Phúc Hồng Nhậm le 22 septembre 1829 à Hué et mort le 17 juillet 1883 dans la même ville, fut le 4e souverain de la dynastie Nguyễn (Đại Nam). Fils de l'empereur Thiệu Trị, il lui succède de 1847 à 1883.

## Biographie
L'empereur Tự Đức s’opposait fortement au christianisme, il condamna à mort les missionnaires jésuites Schaeffer et Bonard. Cela entraîna la riposte de Napoléon III en 1858 qui voulut mettre fin aux persécutions des chrétiens au Annam, ce qui entraîna l'annexion du Sud du pays par les Français et qui devint la Cochinchine française. Cela a provoqué un énorme tollé, et beaucoup, comme le célèbre mandarin Trương Định (en), ont refusé de reconnaître le traité et ont continué à se battre pour la défense de leur pays. Ainsi, la persécution contre les représentants de l'Église catholique continua comme pour l'évêque Étienne Cuenot, condamné à mort et qui mourut la veille de son supplice.

## Tombeau de Tự Đức
Le tombeau de Tự Đức est l’un des mausolées royaux parmi les plus impressionnants de Hué. Construit entre 1864 et 1867, il s’élève dans un cadre naturel enchanteur 16° 25′ 56,99″ N, 107° 33′ 57″ E.
Situé dans une forêt de pins aménagée en terrasses, les stèles, tombes, pavillons, temples et même un théâtre, sont disséminés parmi les arbres sur les rives de lacs et de canaux.

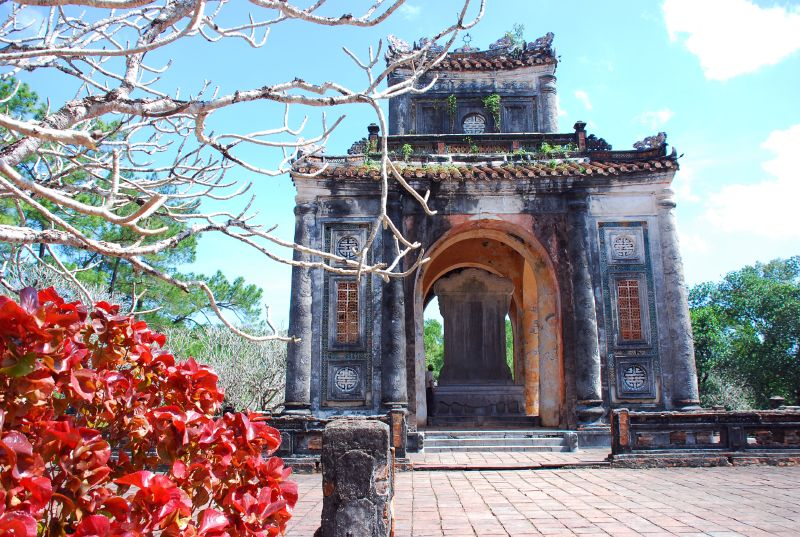
Pavillon de la stèle avec les épitaphes de l'empereur.
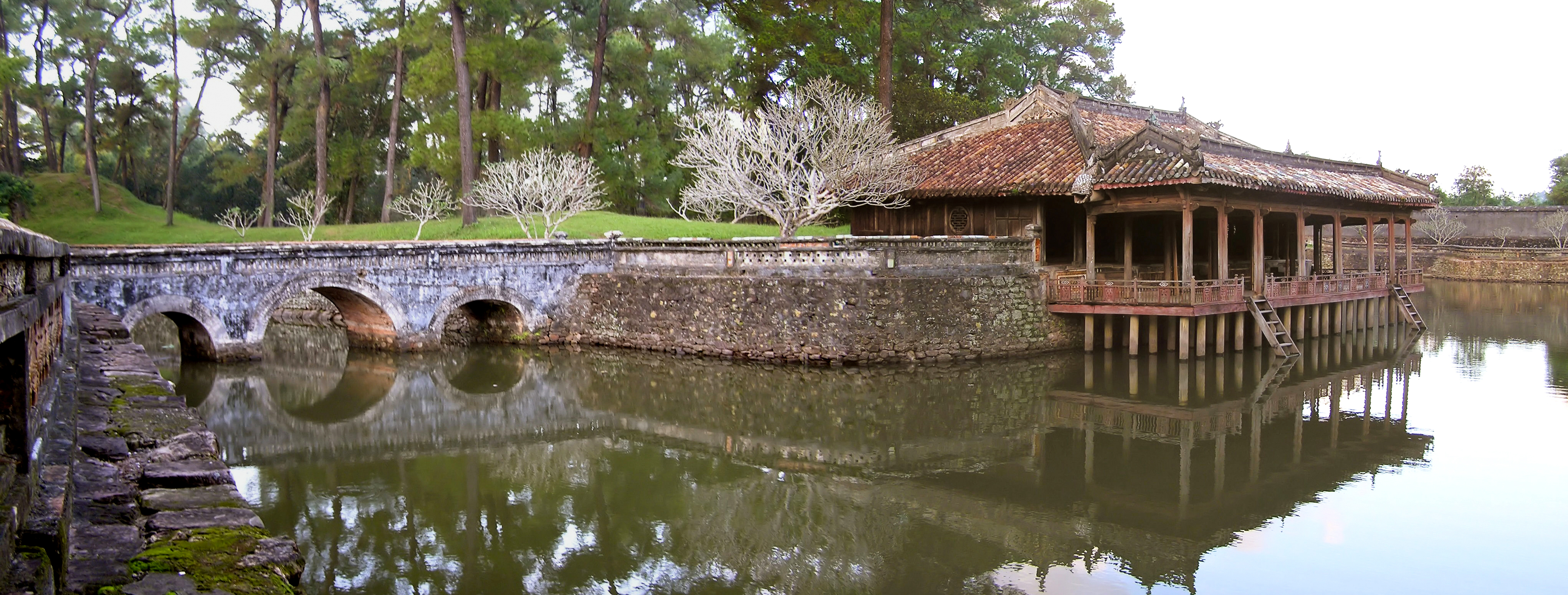
Pavillon de loisir.
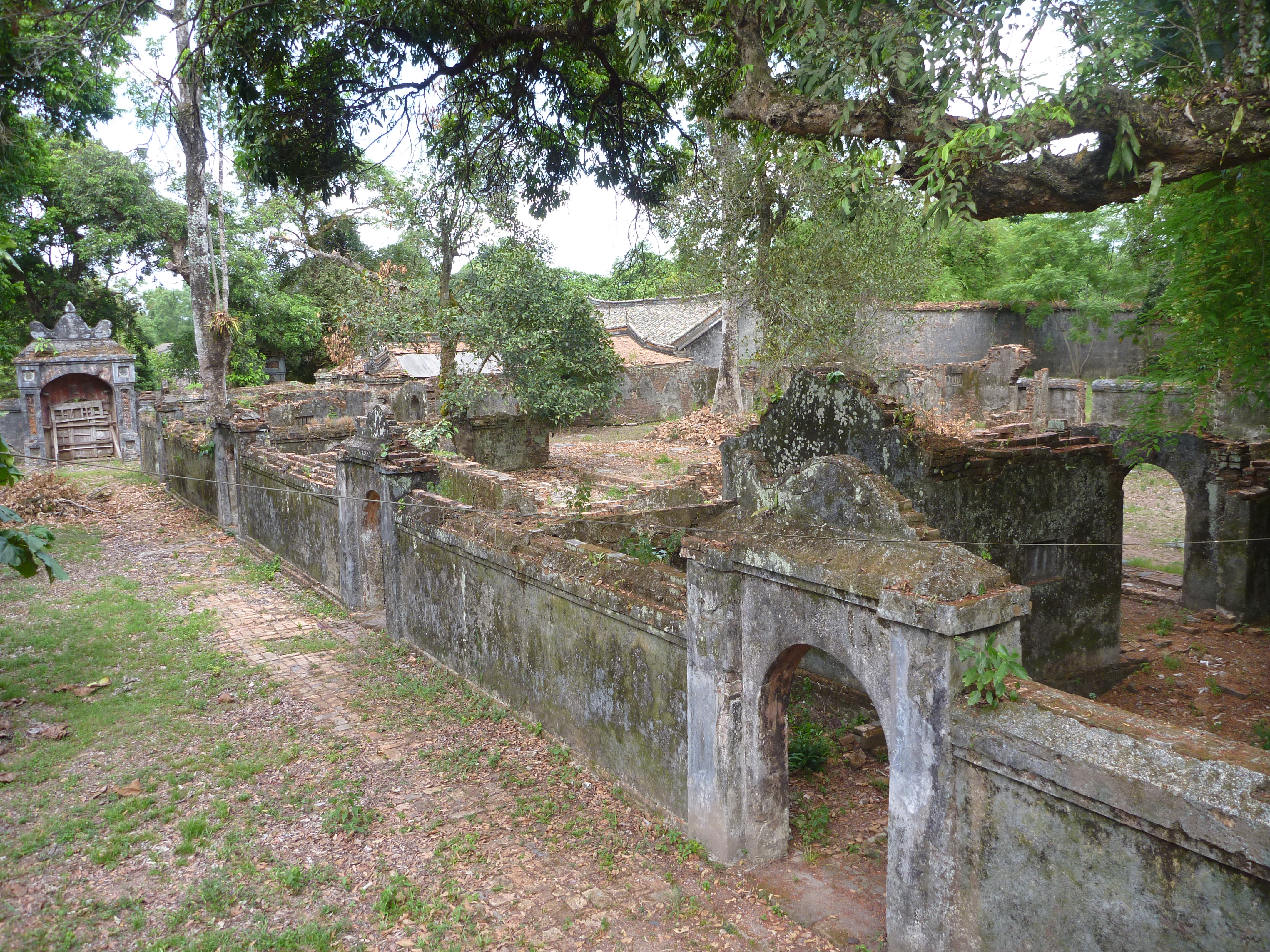
Zone des concubines.